# Jaz Sinclair
Jasmine Sinclair Sabino, también conocida como Jaz Sinclair (Dallas, 22 de julio de 1994), es una actriz estadounidense conocida por interpretar a Angela en Ciudades de papel y a Anna en When the Bough Breaks.

## Carrera
En 2013, Sinclair protagonizó los dos episodios de la serie documental de HBO Masterclass. En 2014 interpretó el papel de «Kim Carson» en un episodio de la serie «Revolution» de la cadena NBC. También interpretó el papel de «Tasha Williams» en tres episodios de la serie Rizzoli & Isles de TNT. En 2015 interpretó a «Angela» en la película de comedia dramática dirigida por Jake Schreier, Ciudades de papel, junto con Nat Wolff y Cara Delevingne. La película es una adaptación de la novela homónima de John Green, y fue estrenada por 20th Century Fox el 24 de julio de 2015.
Sinclair también es protagonista en la película de suspenso When the Bough Breaks, dirigida por Jon Cassar. La película se estrenó el 9 de septiembre de 2016, por Screen Gems.
En 2017, Sinclair fue elegida como el papel de «Chloe» para la película de terror sobrenatural Slender Man. La película se estrenó en cines el 24 de agosto de 2018. Con su trabajo en esta película, fue nominada a un Premio Razzie como peor actriz secundaria.
El 5 de febrero de 2018, Sinclair fue seleccionada como «Rosalind Walker» para la serie de Netflix Chilling Adventures of Sabrina, basada en la serie de cómics del mismo nombre.

## Filmografía

### Cine
| Año  | Título                                       | Papel                    | Notas                                 |
| ---- | -------------------------------------------- | ------------------------ | ------------------------------------- |
| 2009 | Into Dust                                    | Chica presumida          | Cameo, acreditada como Jasmine Sabino |
| 2011 | A Race Against Time: The Sharla Butler Story | Sharla                   | Acreditada como Jasmine Sabino        |
| 2013 | Ordained                                     | Transeúnte en Nueva York |                                       |
| 2015 | Ciudades de papel                            | Angela                   |                                       |
| 2016 | When the Bough Breaks                        | Anna Walsh               |                                       |
| 2018 | Slender Man                                  | Chloe                    |                                       |
| 2022 | Please Baby Please                           | Joanne                   |                                       |

### Televisión
| Año         | Título                         | Rol              | Notas                           |
| ----------- | ------------------------------ | ---------------- | ------------------------------- |
| 2013 - 2014 | Masterclass                    | Ella misma       | Documental, 2 episodios         |
| 2014        | VlogBrothers                   | Ella misma       | Documental, 2 episodios         |
| 2014        | Revolution                     | Kim Carson       | 1 episodio                      |
| 2014 - 2015 | Rizzoli & Isles                | Tasha Williams   | 3 episodios                     |
| 2016 - 2017 | Easy                           | Amber            | 2 episodios                     |
| 2017        | The Vampire Diaries            | Beatrice Bennett | 2 episodios                     |
| 2018 - 2020 | Chilling Adventures of Sabrina | Rosalind Walker  | Elenco principal (34 episodios) |
| 2023        | Gen V                          | Marie Moreau     | Elenco Principal (8 episodios)  |